# Vámpírtintahal-félék
A vámpírtintahal-félék (Vampyroteuthidae) a fejlábúak (Cephalopoda) osztályának a tintahalalakúak (Coleoidea) alosztályába, ezen belül a Vampyromorphida rendjébe tartozó család. Alrendjének az egyetlen családja.

## Rendszerezés
A nembe az alábbi 1 élő és 1 fosszilis nem tartozik (mindkét nem monotipikus):
- †Vampyronassa Fischer & Riou, 2002 - 1 faj
  - †Vampyronassa rhodanica Fischer & Riou, 2002
- Vampyroteuthis Chun, 1903 - 1 faj
  - vámpírtintahal (Vampyroteuthis infernalis) Chun, 1903

Egyes kutatók szerint a két állat nem áll közelebbi rokonságban.

### Fordítás
Ez a szócikk részben vagy egészben  a   Vampyroteuthidae című angol Wikipédia-szócikk ezen változatának fordításán alapul.  Az eredeti cikk szerkesztőit annak laptörténete sorolja fel. Ez a jelzés csupán a megfogalmazás eredetét és a szerzői jogokat jelzi, nem szolgál a cikkben szereplő információk forrásmegjelöléseként.